# Tiestestraße

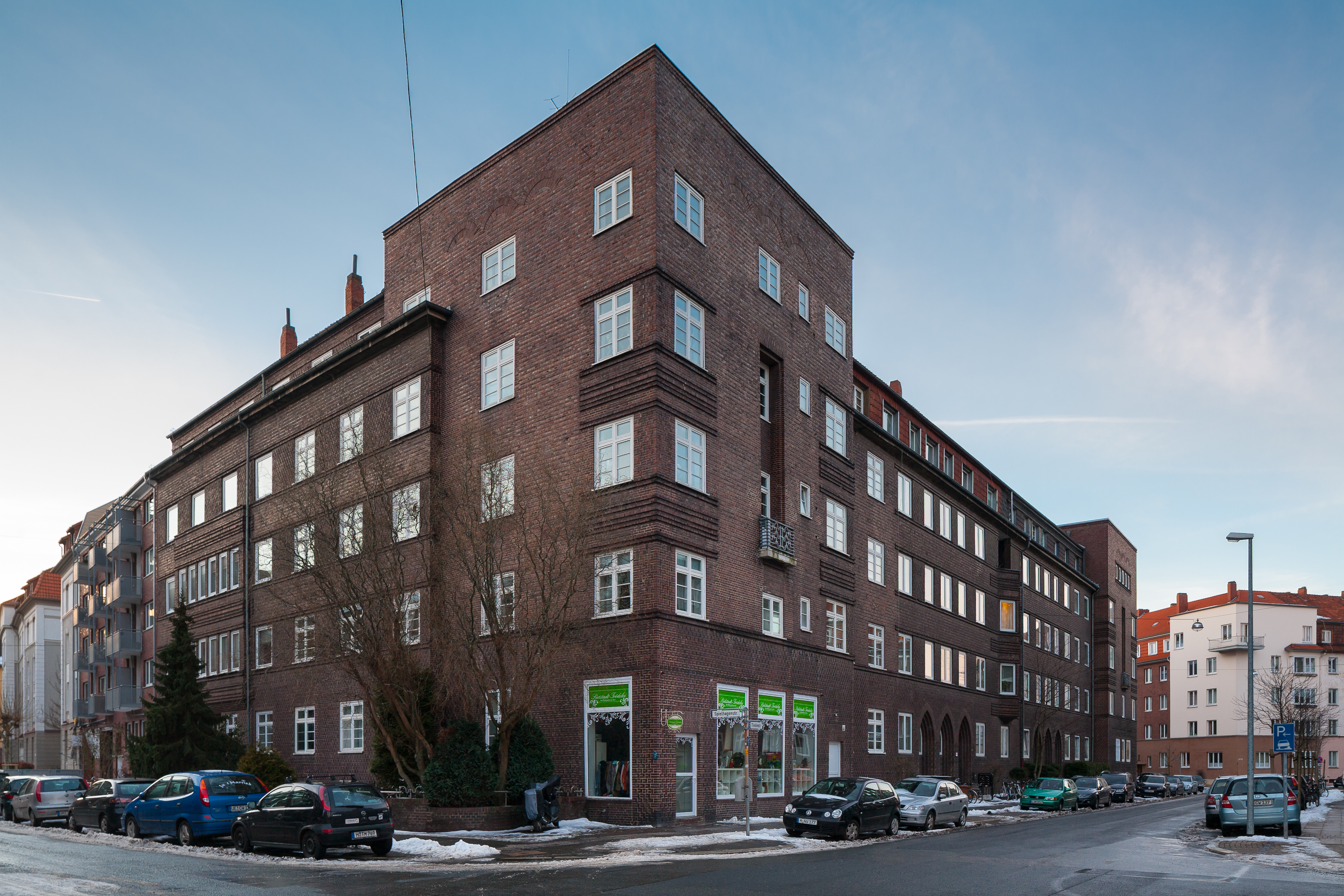
1928/29 von den Architekten Koelliker & Springer im Backsteinexpressionismus errichtetes Wohnhaus Ecke Spielhagenstraße

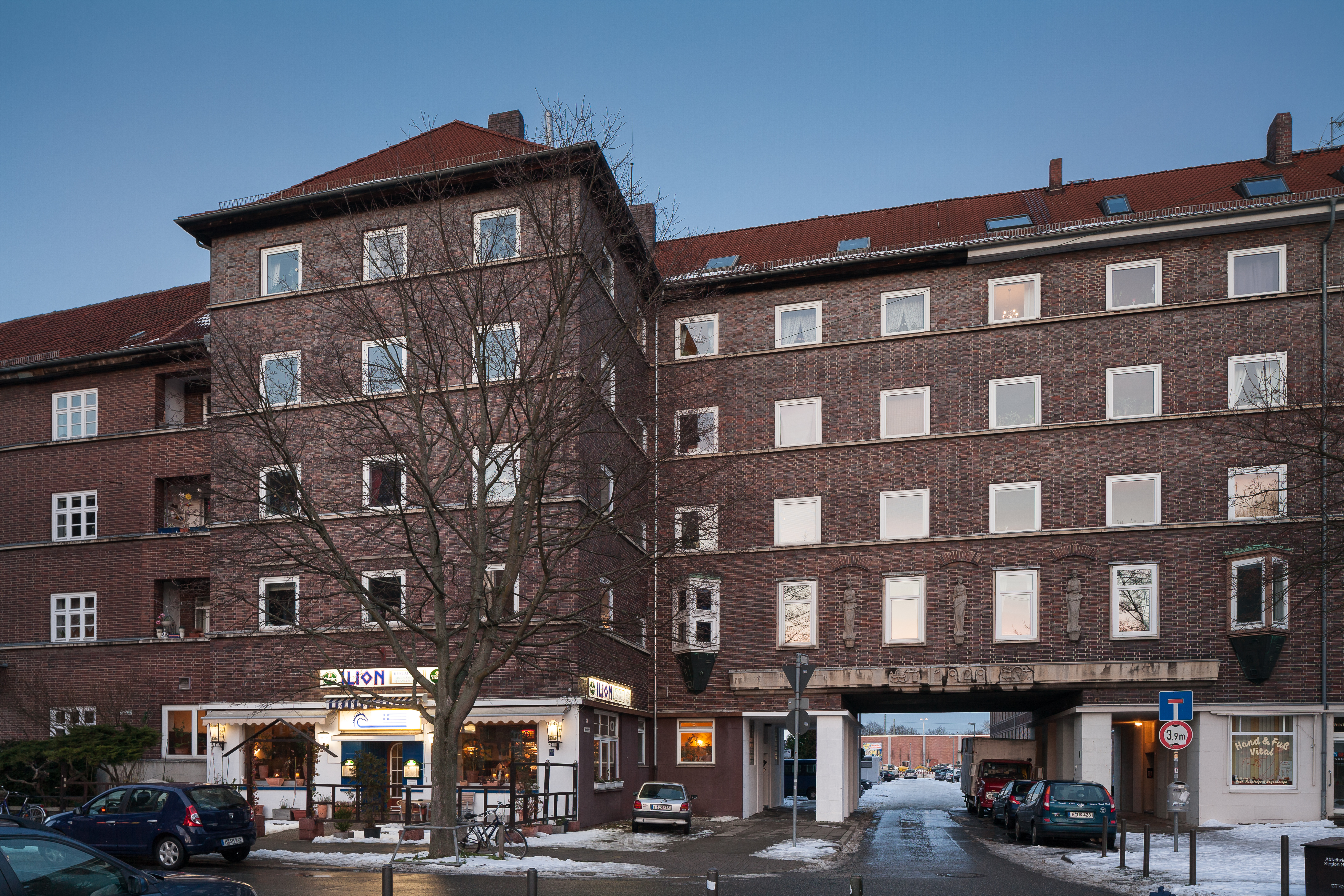
Durchgang zur Wredestraße

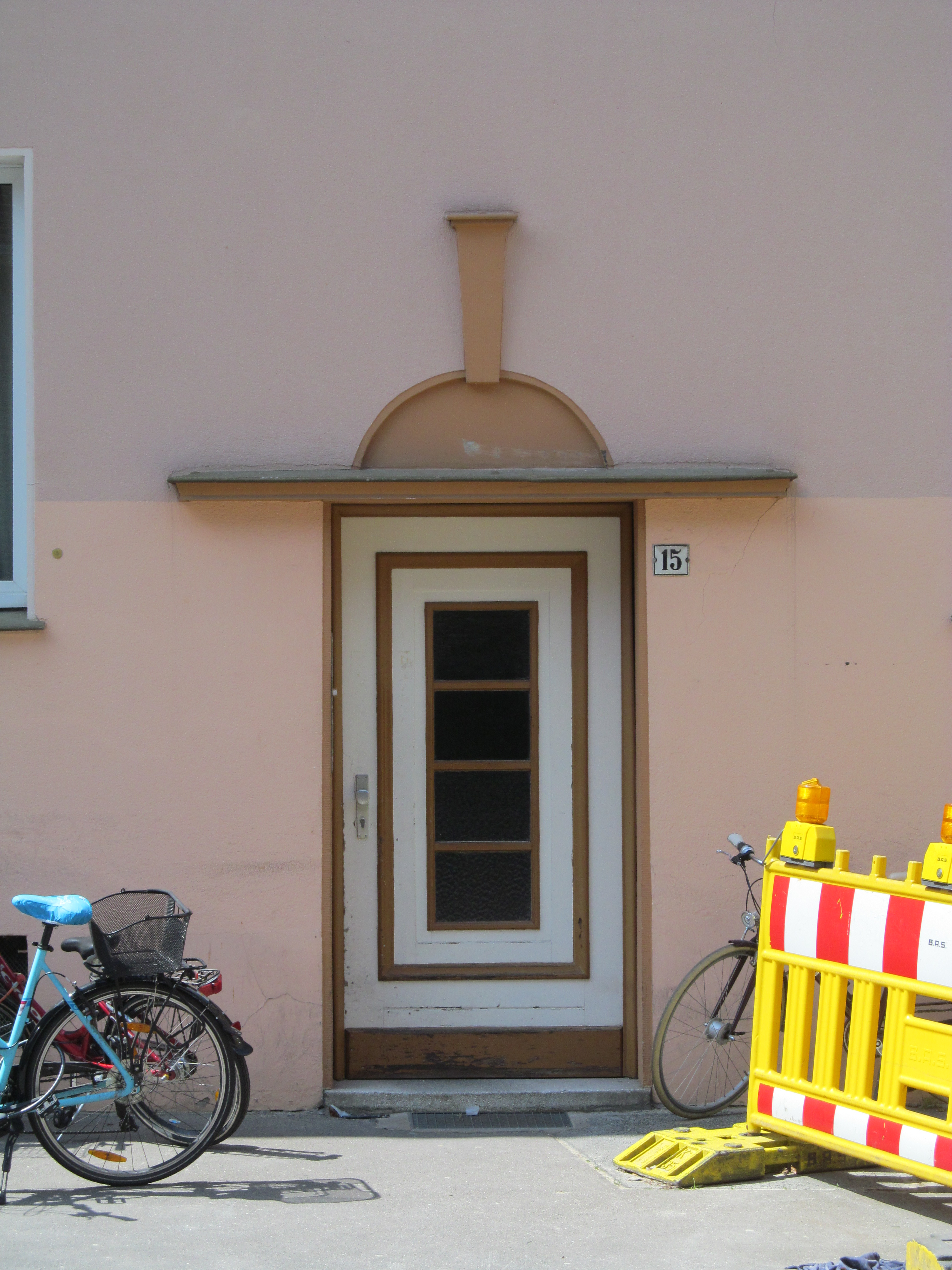
Denkmalgeschützter Hauseingang Nummer 15

Die Tiestestraße in der Südstadt von Hannover zweigt von der Anna-Zammert-Straße ab und führt ab der Kleine Düwelstraße in südlicher Richtung zur Jordanstraße.
Der 1919 angelegte Verkehrsweg erinnert an den Jahrzehnte zuvor in der „Südoststadt“ tätigen Geburtsarzt und Wundhelfer Heinrich Tieste (1815–1882). Mitte der 1920er Jahre war die Tiestestraße Teil eines größeren Neubaugebietes in der Südstadt.
Zu Beginn des 20. Jahrhunderts bewohnte der Flugpionier Karl Jatho vom 11. Oktober 1902 bis 10. Oktober 1904 das Haus Tiestestraße 1, das damals noch Alte Bischofsholerstraße 8D, später Große Düwelstraße 3a hieß. Gut ein Jahrhundert später wurde an dem Wohngebäude die Stadttafel 114 als eine der beiden in der Südstadt angebrachten Gedenktafeln für den Flugpionier angebracht.
1928–1933 wohnte der Bibliothekar und Schriftsteller Werner Kraft mit seiner Familie im Haus Tiestestraße 39 (damalige Hausnummer 19, 1. Stock), einem neuerbauten Wohnblock des "Beamten-Wohnungsvereins". Nach seiner Entlassung emigrierte er über Stockholm, London und Paris nach Palästina. Seine Ehefrau Erna löste die Wohnung auf und folgte über Paris mit der Tochter Else. Sohn Paul war schon vorher mit der Kinder- und Jugend-Alija nach Palästina gelangt. Ihre Bücher wurden von einem Nachbarn im selben Haus (ebenfalls 1. Stock), dem „Regierungs-Baumeister“ und späteren Wasserwerk-Direktor Wilhelm Hosang, "in Kisten verpackt auf ihrem Boden aufbewahrt. Die 1929 in Hannover geborene Tochter Else, in Israel Alisa, verheiratete Tibon, war Mitglied der Palmach und Mitbegründerin des Kibbuz Tzora. Einer ihrer Söhne Noam Tibon wurde Generalmajor der israelischen Armee.
Während der Luftangriffe auf Hannover im Zweiten Weltkrieg waren auch zahlreiche Gebäude in der Tiestestraße dem Feuersturm ausgesetzt, darunter beispielsweise das Haus der Kleemann’s.
In der Nachkriegszeit zählten der Ingenieur Gerhard Lehmann im Haus Nummer 4 sowie der Veterinärmediziner und Hochschullehrer Erich Hieronymi in Nummer 2A zu den bekannten Bewohnern der Tiestestraße.
Mitte der 1960er Jahre hatte der TÜV Hannover unter den Hausnummer 16/18 seinen Sitz.
Zur Jahrtausendwende hatte der A. Weichert Verlag seinen Sitz in der Tiestestraße 14, ebenso wie der Neue Jugendschriften-Verlag Krummnow.

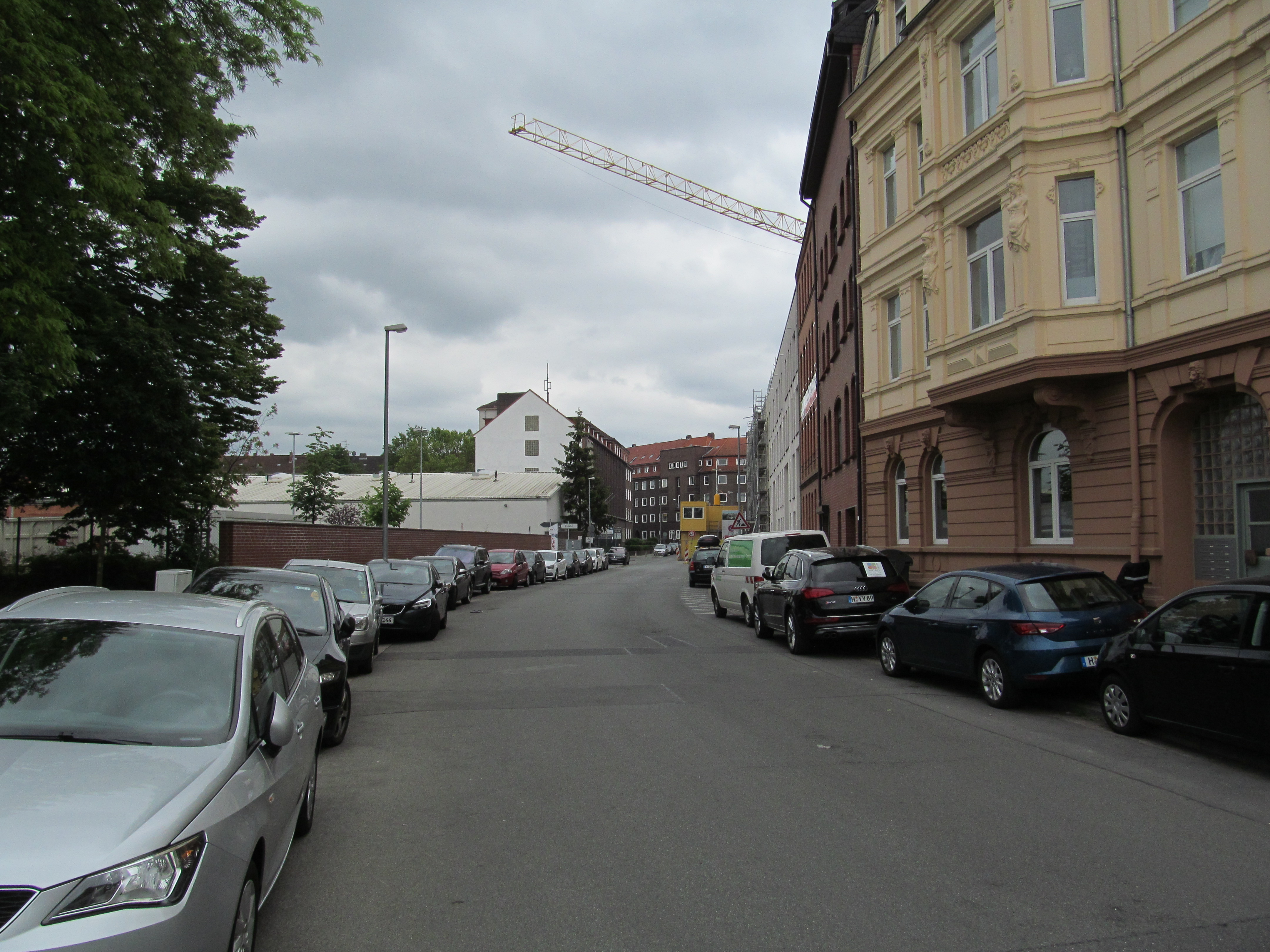
Gründerzeit- und Gewerbeimmobilien
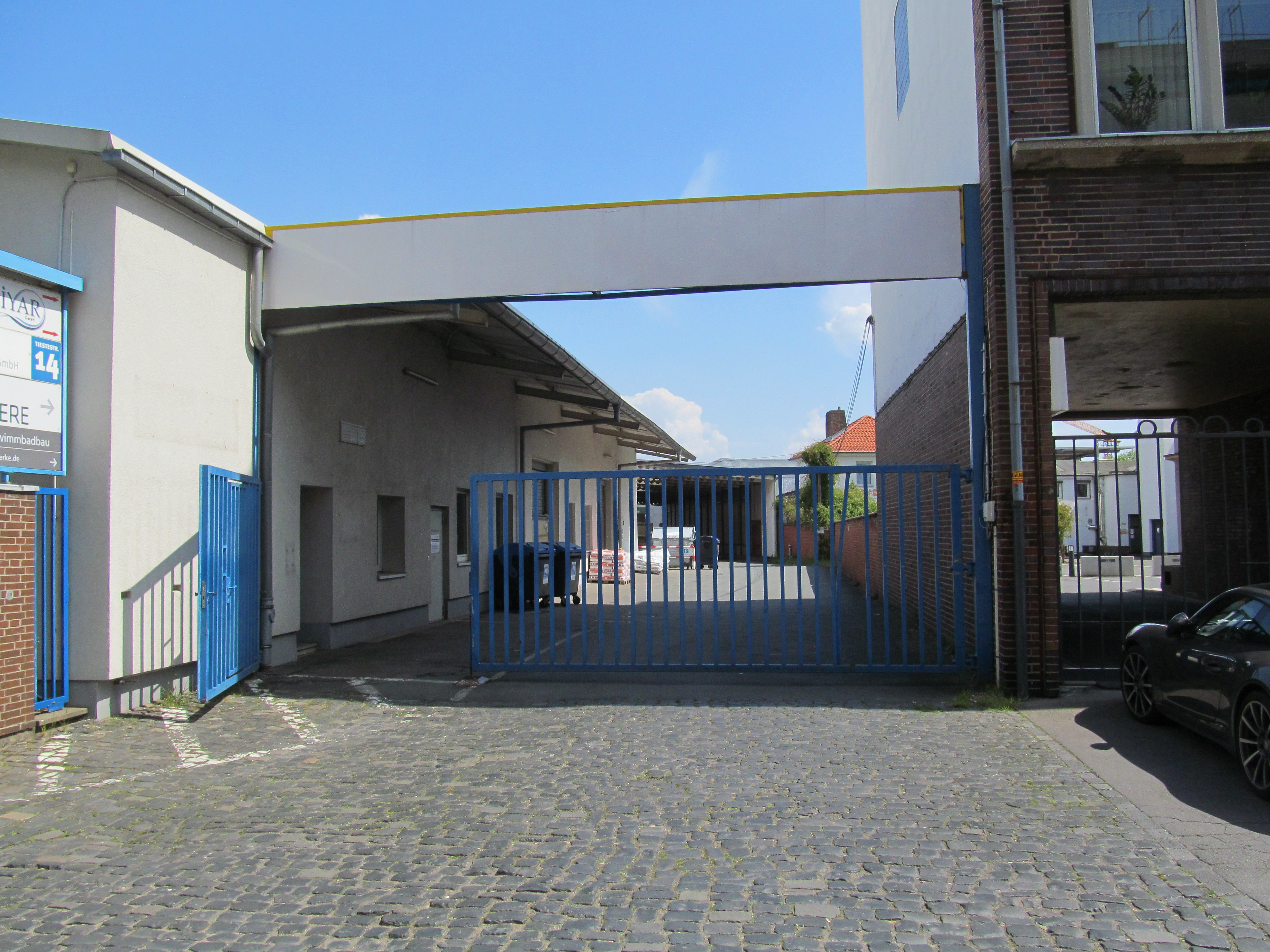
Gewerbeeinfahrten an Nummer 14
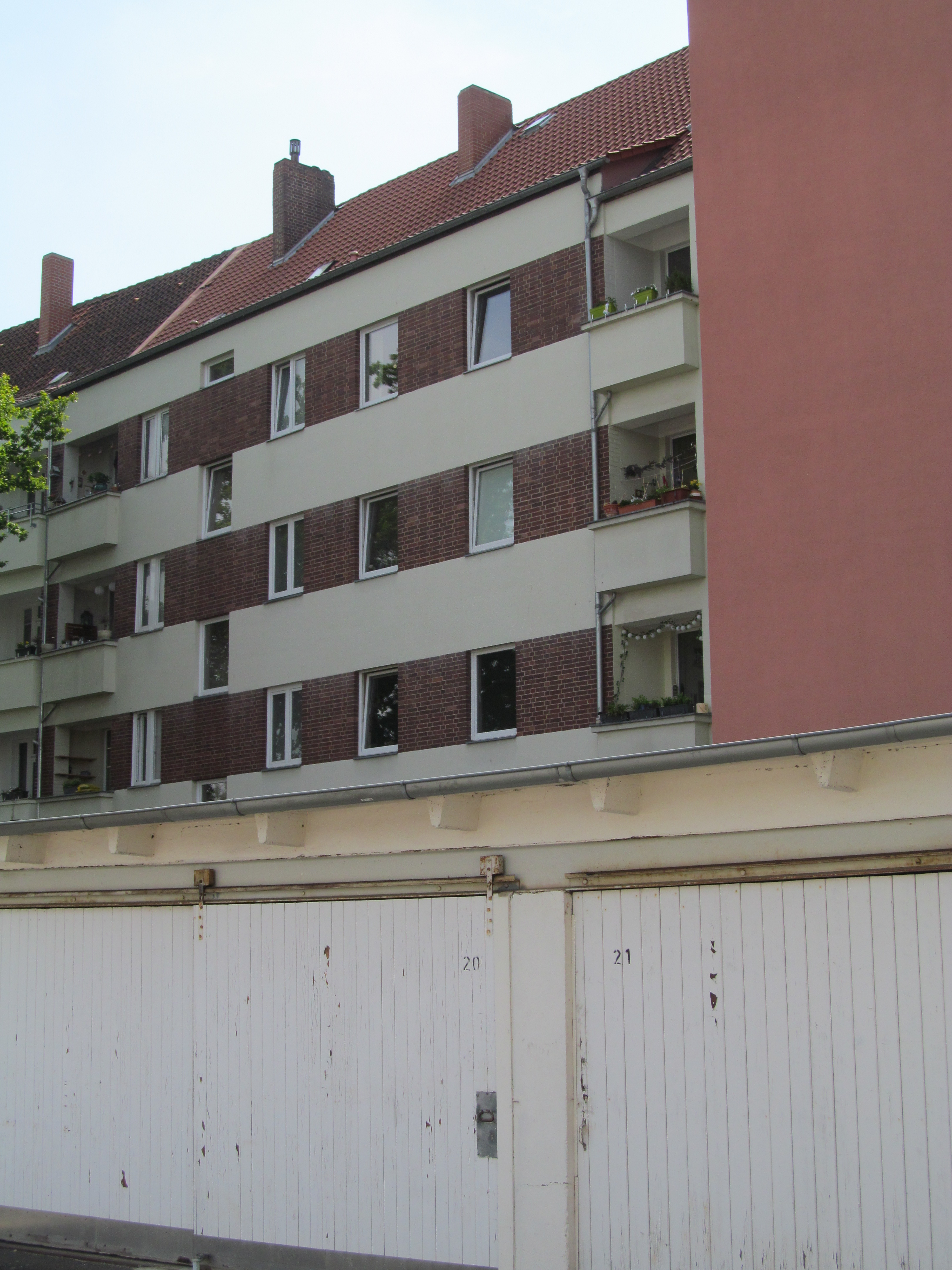
Garagenhof hinter Nummer 44
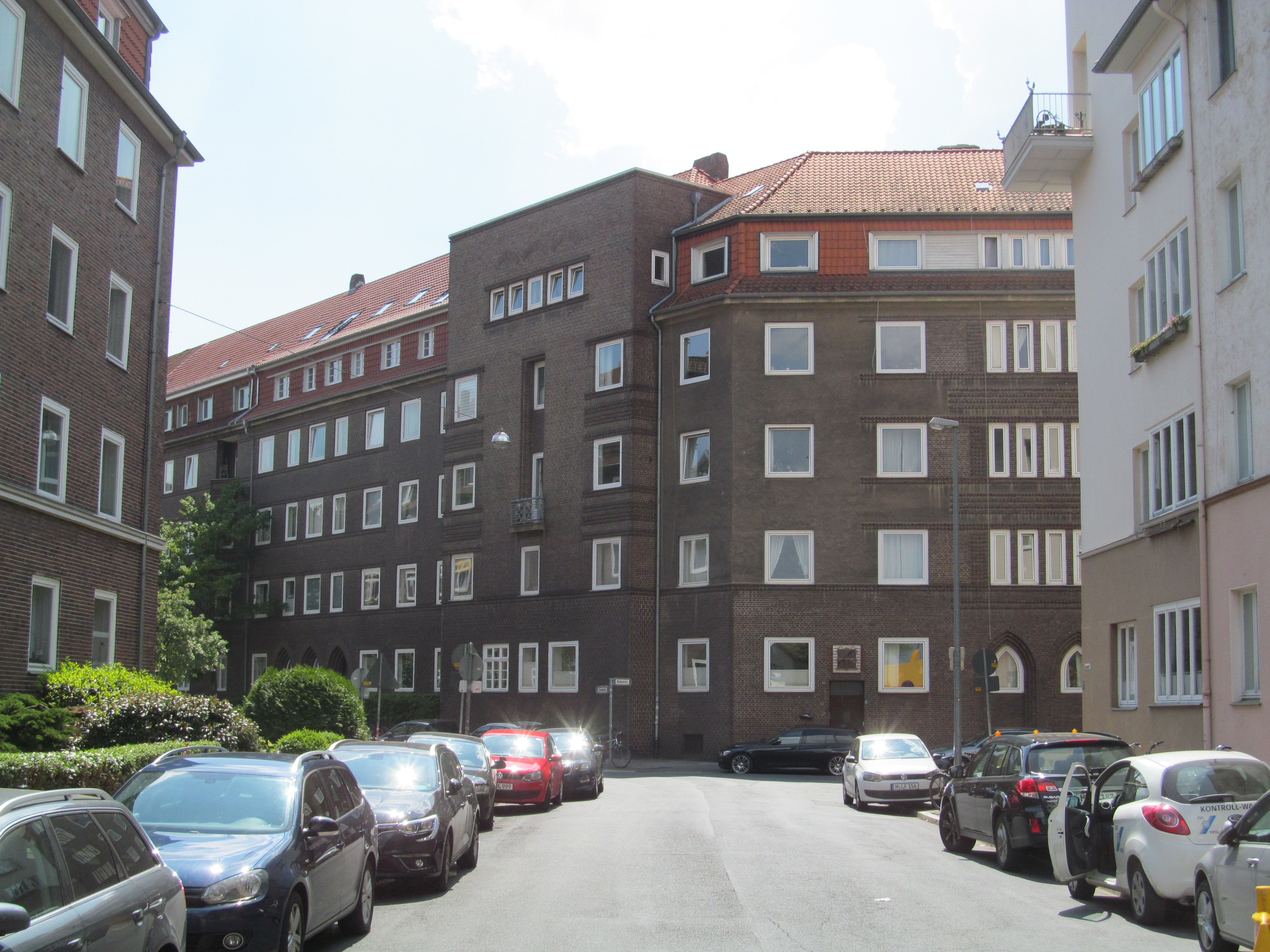
Blick auf Nummer 19

Unter den Bauwerken in dem Straßenzug stehen die Gebäude Tiestestraße 15 und 17, die als Ensemble mit weiteren Gebäuden am Geibelplatz und in der Redenstraße erfasst sind, heute unter Denkmalschutz.